# Erpieli
Erpieli (ros. Эрпели) – wieś w Rosji, w Dagestanie, w rejonie bujnakskim. W 2010 liczyła 3412 mieszkańców, głównie Kumyków.